# Pierre Bouvier
Pierre Charles Bouvier (Montréal, 9 maggio 1979) è un cantautore e chitarrista canadese, membro fondatore dei Simple Plan.

## Biografia
Nato a L'Île-Bizard (cittadina locata nell'omonima isola in Canada) e cresciuto a Montréal, Pierre si avvicina molto presto alla musica, fondando a 13 anni la band pop punk dei Reset con Chuck Comeau, suo grande amico. In questo periodo Pierre ascolta molto la musica di gruppi come Lagwagon, Strung Out, Face to Face, Rancid e Green Day.
Nel 1997 pubblica con i Reset No Worries, primo album in studio della band. Tuttavia, dopo un litigio con Comeau, quest'ultimo lascia la band nel 1998. Stessa cosa farà Bouvier l'anno successivo, pochi mesi dopo aver pubblicato il secondo album della band No Limits (1999).
Sul finire del 1999, Comeau e Bouvier si rincontrano ad un concerto dei Sugar Ray. Riappacificatisi, decidono di fondare una nuova band con i vecchi compagni al college Jeff Stinco e Sébastien Lefebvre. A loro si aggiungerà pochi mesi dopo David Desrosiers, che era appena entrato nei Reset in sostituzione di Pierre. Si formano così i Simple Plan.
Con la band ha pubblicato, tra gli altri lavori, cinque album in studio, tutti per l'Atlantic Records: No Pads, No Helmets... Just Balls, Still Not Getting Any..., Simple Plan, Get Your Heart On! e Taking One for the Team.
Nel 2005 conduce su MTV la serie televisiva Damage Control.
Nel 2012 collabora con i Faber Drive cantando nel brano Too Little Too Late, estratto come singolo dal loro terzo album in studio Lost in Paradise nel 2013.
Nel luglio 2014 Pierre torna a suonare con i Reset insieme a Chuck Comeau per l'Amnesia Rock Fest.
Nel 2021 collabora con il rapper e cantautore italiano GionnyScandal nel brano NICOTINA, presente nel suo nuovo album di inediti Anti.

## Discografia

### Con i Simple Plan
Album in studio
- 2002 – No Pads, No Helmets... Just Balls
- 2004 – Still Not Getting Any...
- 2008 – Simple Plan
- 2011 – Get Your Heart On!
- 2016 – Taking One for the Team
- 2022 – Harder Than It Looks

## Vita privata
È sposato con Lachelle Farrar dal 2013. Insieme hanno due figlie: Lennon Rose (novembre 2011) e Soren (maggio 2013).